# Bel Kowarick
Bel Kowarick (Paris, 08 de junho de 1966) é uma atriz e produtora brasileira.

## Carreira
Recebeu o Prêmio APCA (Associação Paulista dos Críticos de Arte), como melhor atriz de teatro em 2010 em “Dueto para Um” (direção de Mika Lins), além de indicação na mesma categoria ao prêmio Shell. Sua personagem era Stefanie, inspirada na história verídica de Jacqueline du Pré, reconhecida musicista que é impedida de exercer sua profissão devido à uma doença degenerativa, a esclerose múltipla. 
Com a novela o Rebu, exibida pela TV Globo, foi indicada em 2015 ao Prêmio Contigo! de TV na categoria "Prêmio Contigo! de revelação da TV". 
No teatro, atuou em diversos espetáculos, com destaque para: “O Cobrador”, direção de Beth Lopes, onde interpretava Ana Palindrômica, namorada explosiva do protagonista da peça, e “A Ponte”, direção de Adriano Guimarães, cuja personagem é Teresa, freira e irmã mais velha de uma família de três mulheres que volta para casa para cuidar da mãe doente.
Na televisão, em “Todo Dia a Mesma Noite”, série lançada pela Netflix e dirigida por Júlia Rezende e Carol Minem, deu vida à Telma, mãe de uma da vítimas do Incêndio na boate Kiss, e na novela “O Rebu”, exibida pela TV Globo, com direção de José Luiz Villamarim, foi Lídia Vidigal, mulher forte e decidida casada com Carlos Braga Vidigal (Tony Ramos).

## Vida Pessoal
Filha de Maria Christina Figueiredo e Lúcio Kowarick, cientista político brasileiro, nasceu em Paris, França, mas em 1968 veio com os pais para São Paulo, onde cresceu e vive até hoje. Atualmente, a atriz é casada com o apresentador e ator Marcelo Tas, com quem tem 2 filhos, Miguel Kowarick Athayde e Clarice Kowarick Athayde.

## Prêmios e indicações
| Ano  | Prêmio                | Categoria                          | Resultado |
| ---- | --------------------- | ---------------------------------- | --------- |
| 2010 | Prêmio APCA           | Melhor Atriz de Teatro             | Venceu    |
| 2010 | Prêmio Shell          | Melhor Atriz                       | Indicado  |
| 2010 | Prêmio Contigo! de TV | Prêmio Contigo! de revelação da TV | Indicado  |

## Filmografia

### Teatro
| Ano  | Título                       | Direção            |
| ---- | ---------------------------- | ------------------ |
| 1986 | A Casa De Bernada Alba       | Eugenia Theresa    |
| 1989 | Observatório                 | Beth Lopes         |
| 1990 | Beatrícias                   | Jayme Compri       |
| 1990 | O Cobrador                   | Beth Lopes         |
| 1993 | Aos Teus Pés                 | Cristina Mutarelli |
| 1996 | Delicadas e Perversas        | Nilza Rezende      |
| 1997 | As Priscilas de Elvis        | Leonardo Medeiros  |
| 1998 | No Olho da Rua               | Beth Lopes         |
| 2000 | As Sereias de Rive Gauche    | Regina Galdino     |
| 2003 | O que morreu mas não deitou? | Francisco Medeiros |
| 2004 | Quatro Estações              | Beth Lopes         |
| 2005 | Medeia (Leitura Encenada)    | Francisco Medeiros |
| 2007 | Brechtianas Kabaré           | Eugenia Theresa    |
| 2006 | Terra sem Lei                | Francisco Medeiros |
| 2009 | Sete contos de Tchekhov      | Marcelo Mello      |
| 2010 | Dueto Para Um                | Mika Lins          |
| 2019 | Os sete Afluentes do rio Ota | Monique Gardenberg |
| 2018 | A Ponte                      | Adriano Guimarães  |

### Cinema
| Ano  | Título                              | Direção                            |
| ---- | ----------------------------------- | ---------------------------------- |
| 1985 | Ma Che Bambina                      | Cecílio Neto                       |
| 1986 | Flores Mortas                       | Rubens Rewald e Rossana Foglia     |
| 1992 | Sua Excelência, o Candidato         | Ricardo Pinto e Silva              |
| 1993 | 1999                                | Toni Venturi                       |
| 1998 | Boleiros - Era uma Vez o Futebol... | Ugo Giorgetti                      |
| 2012 | Amparo                              | Ricardo Pinto e Silva              |
| 2017 | Helicônias                          | Karen Gronich                      |
| 2018 | Paraíso Perdido (filme)             | Monique Gardenberg                 |
| 2019 | Albatroz (filme)                    | Bráulio Mantovani e Daniel Augusto |
| 2024 | Nada                                | Adriano Guimarães                  |

### Televisão
| Ano  | Título                        | Emissora          | Direção                         |
| ---- | ----------------------------- | ----------------- | ------------------------------- |
| 2012 | Pedro & Bianca                | TV Cultura        | Cao Hamburger                   |
| 2014 | O Rebu                        | TV Globo          | José Luiz Villamarim            |
| 2014 | Passionais                    |                   | Henrique Goldman                |
| 2015 | Felizes para Sempre?          | TV Globo          | Fernando Meirelles              |
| 2017 | Tempo de Amar                 | TV Globo          | Jayme Monjardim                 |
| 2017 | Terra Dois                    | TV Globo          | Mika Lins                       |
| 2017 | O Negócio                     | HBO               |                                 |
| 2018 | Confissões Médicas            | Discovery Channel |                                 |
| 2022 | Sentença (série de televisão) | Prime Video       | Anahí Barneri e Marina Meliande |
| 2023 | Todo Dia a Mesma Noite        | Netflix           | Júlia Rezende                   |
| 2023 | À Mesa                        |                   | Rubens Rewald e Rossana Foglia  |

### Assistente de Direção
| Ano  | Título        | Direção            |
| ---- | ------------- | ------------------ |
| 2000 | Suburbia      | Francisco Medeiros |
| 2002 | Hamlet        | Francisco Medeiros |
| 2004 | Pedro e Vanda | Cristina Mutarelli |

### Produtora
Sócia e diretora de produção da Super Normal Comunicações onde produziu, entre outros eventos, as peças "Dueto para Um" e "A Ponte". Foi também diretora de produção do núcleo Argonautas, produzindo os seguintes espetáculos: "O que morreu mais não deitou?", "Terra sem Lei", "B - Encontros com Caio F" e "Hamlet", todos dirigidos por Francisco Medeiros.
| Ano  | Título                                | Direção            |
| ---- | ------------------------------------- | ------------------ |
| 2002 | Hamlet                                | Francisco Medeiros |
| 2003 | O que morreu mas não deitou?          | Francisco Medeiros |
| 2006 | Terra Sem Lei                         | Francisco Medeiros |
| 2006 | B - Encontros com Caio Fernando Abreu | Francisco Medeiros |
| 2010 | Dueto Para Um                         | Mika Lins          |
| 2018 | A Ponte                               | Adriano Guimarães  |